# Oberpfuhl
Der Oberpfuhl ist ein natürlicher See bei Lychen (Landkreis Uckermark, Brandenburg) im Naturpark Uckermärkische Seen.

## Name
Ursprünglich hieß der See Flacher Zuzen (1299 „Vlake Zuzen“). Der Name leitet sich vom altpolabischen Wort sosna für „Kiefer“ ab. Später wurde er Bavenpfuhl genannt:
- 1556 Babenpfuel
- 1574 bouen Puel
- 1751 Bavenpohl und Oberpfuhl

Das Bestimmungswort Baven- stammt aus dem niederdeutschen und bedeutet 'ober, oberhalb'. Der Name Oberpfuhl ist entsprechend eine Verhochdeutschung.

## Lage
Der Oberpfuhl liegt östlich der Altstadt von Lychen ungefähr 80 km nördlich von Berlin im Verlauf des Lychener Gewässers, eines linken Nebenflusses der oberen Havel. Er wird den Uckermärkische Seen zugerechnet und bildet zusammen mit dem Wurlsee, dem Großen Lychensee, dem Zenssee, dem Platkowsee dem Lychener Stadtsee und dem Nesselpfuhl das Lychener Seenkreuz, das den Innenbereich der Stadt Lychen fast inselförmig umfasst. Umgeben ist der See von leicht hügeligen Mischwäldern. Nahe der Südostecke des nördlichen Seeteils mündet unter dem Namen Küstriner Bach der zuführende Teil des Lychener Gewässers, das ihn in zwei Armen verlässt, in der Mitte des Westufers als Mühlenbach der historischen Klostermühle um Nesselpfuhl und am Südrand der Altstadt als Durchlass zum Lychener Stadtsee. Dort gibt es eine Umtragestelle am Wehr.

## Seedaten
Der 65 ha große See hat eine maximale Tiefe von 7 m. Das Wasser ist sehr nährstoffreich und besitzt eine sommerliche Sichttiefe von 1,3 m bis 1,6 m. Das Einzugsgebiet des Sees beträgt 143,56 Hektar.
 Er hat eine effektive Länge von 1,353 km und eine effektive Breite von 663 Metern. Die kürzeste ganz über Wasser führende Verbindung zwischen den am weitesten voneinander entfernten Uferpunkten misst mehr als 1,62 km. Die Entfernung zwischen Einlauf und Ausläufen des Lychener Gewässers beträgt in Luftlinie 1,032 km zum Mühlenbach bzw. 1,17 km in Richtung Stadtsee, ganz über Wasser 1,035 km bzw. 1,303 km und als Gewässerachse etwa 1,268 km, bzw. etwa 1,6 km.

## Geschichte
Seit der askanische Markgraf Albrecht III. 1299 das Zisterzienserkloster Himmelpfort stiftete, stritten die verschiedenen Herrscher um den Besitz des Gebietes Land Lychen, auf dem das Kloster war. Im Zuge der Streitigkeiten der Stadtväter mit dem Kloster um die Fischereirechte, die Mahlrechte usw. musste Lychen im Jahre 1408 auf Forderung des Klosterabts hin einen Damm und ein Wehr zum Oberpfuhl anlegen, weil die Klostermühle einen höheren Wasserspiegel benötigte. Daher ist noch heute der Wasserspiegel des Oberpfuhl mehr als einen Meter höher, als der des Stadtsees.

## Nutzung, Flora und Fauna
Am Ufer gibt es mehrere Naturbadestellen. Der Oberpfuhl ist umgeben von Schilfgürteln. Die Hauptfischarten sind: Aal, Barsch, Hecht, Zander. Neben Fischadler können auch viele Wasservögel wie Haubentaucher oder Blässhuhn beobachtet werden. Das Süd- und Ostufer des Sees befindet sich im Naturschutzgebiet Küstrinchenbach und Oberpfuhlmoor.

## Sonstiges
Das Angeln am See ist nur mit Angelkarte gestattet. Außerdem ist das Befahren mit Motorbooten verboten.